# Eyüp Can
Eyüp Can (3 agosto 1964) è un ex pugile turco.

## Palmarès

### Olimpiadi
- 1 medaglia:
  - 1 bronzo (Los Angeles 1984 nei pesi mosca)

### Mondiali dilettanti
- 1 medaglia:
  - 1 bronzo (Reno 1986 nei pesi mosca)